# Lucien Henry
Pour les articles homonymes, voir Henry.
 (octobre 2019).
Lucien Félix Henry né à Sisteron (Alpes-de-Haute-Provence) le 22 mai 1850 et mort à Saint-Léonard-de-Noblat (Haute-Vienne) le 10 mars 1896 est un peintre français, actif à Sydney.
Militant socialiste, il est une personnalité de la Commune de Paris. Il est souvent confondu avec Fortuné Henry, un autre communard, dans de nombreux ouvrages historiques sur la Commune.

## Biographie
Lucien Henry arrive à Paris en 1867 pour suivre des cours des Beaux-Arts et devient le modèle du peintre et sculpteur Jean-Léon Gérôme. Militant socialiste, membre de la première Internationale, il collabore au journal La Résistance. Pendant la guerre franco-prussienne et le siège de Paris (1870-1871) il est membre de la Garde nationale. Le 11 mars 1871 il est élu chef de la légion du 14e arrondissement et devient le « colonel Henry ». Le 3 avril, il participe à la sortie de Châtillon repoussée par les Versaillais. Au cours de cette offensive malheureuse il est arrêté. Condamné à mort en 1872, sa peine est commuée à la déportation en Nouvelle-Calédonie.

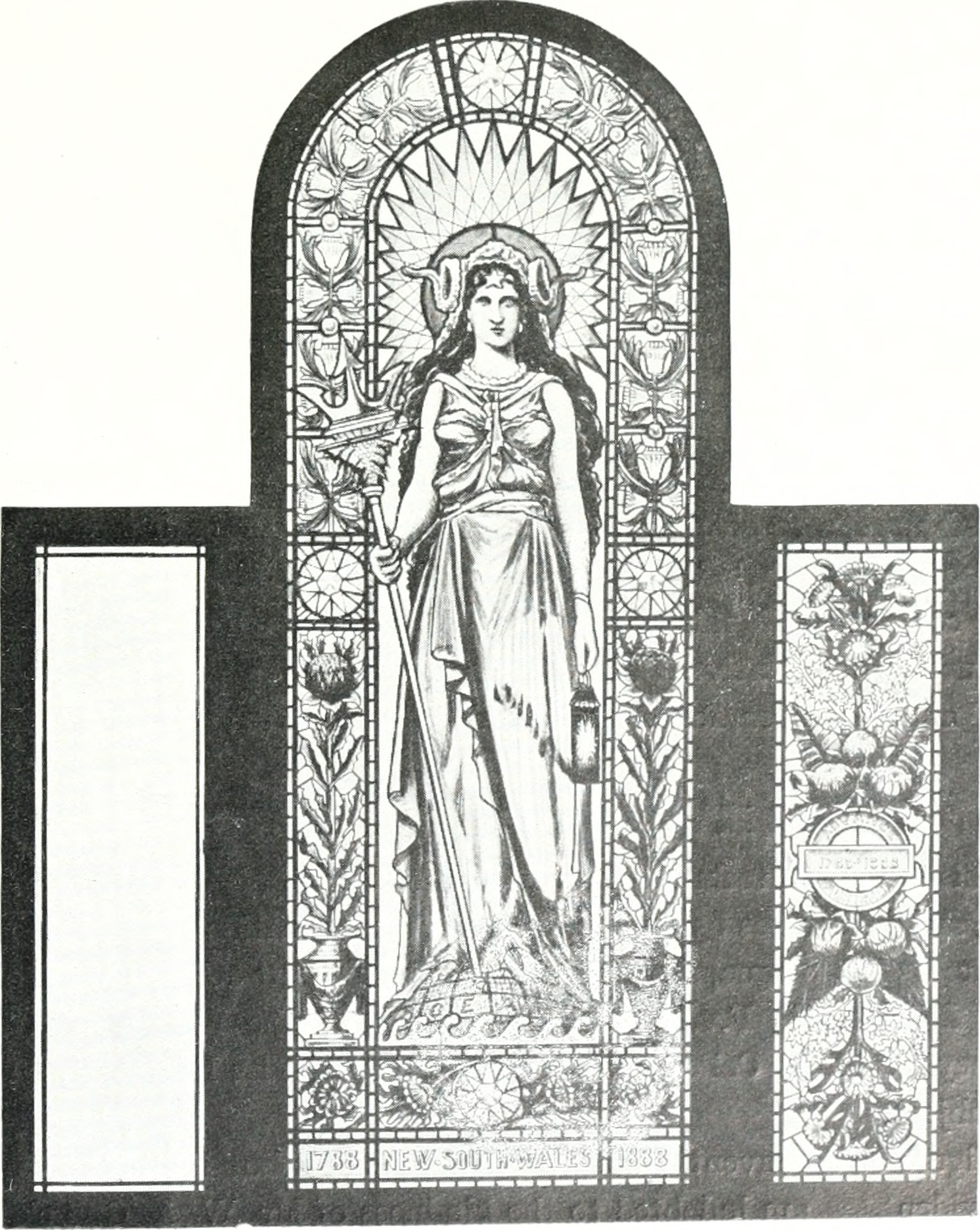
La Nouvelle-Galles du Sud (1888), vitrail du Hall du Centenaire de l'hôtel de ville de Sydney.

Gracié en 1878, il s'installe en juin 1879 en Australie, l'année de l'Exposition universelle de Sydney. Il y épouse en 1880 une autre exilée, Juliette Rastoul née Lopez, veuve du docteur Paul Rastoul. Il connaît alors une certaine notoriété comme peintre et enseignant. Les vitraux de la mairie de Sydney sont son œuvre magistrale. Il établit l'enseignement des arts au Sydney Technical College (en), ainsi qu'une approche spécifiquement australienne des arts décoratifs, avec l'utilisation de motifs inspirés de la faune et flore locales comme le telopea (waratah). Revenu en France en 1891 à la recherche d'un éditeur pour un recueil de ses aquarelles australiennes, il meurt en 1896 au hameau du Pavé à Saint-Léonard-de-Noblat où il est enterré.